# Wiki
Wiki (pronunție în engleză [ˈwɪki]) este o aplicație web ce permite utilizatorilor să adauge conținut și să păstreze propriile lor versiuni succesive, la fel ca pe un forum Internet, dar permite și oricui altcuiva să modifice conținutul. Wiki-urile fac parte din fenomenul recent numit Web 2.0. Termenul Wiki denumește și softwareul colaborativ folosit pentru crearea unui asemenea site web (vezi software Wiki).
Wiki (scris cu „W” mare) și WikiWikiWeb sunt ambele utilizate pentru a face referire la Biblioteca de modele Portland (în engleză: Portland Pattern Repository), primul wiki creat vreodată. Susținătorii Wiki folosesc adesea termenul wiki scris cu „w” mic. Numele vine de la expresia hawaiiană wiki wiki, însemnând „rapid” sau „informal”. Uneori în loc de wiki se scrie și wikiwiki (sau Wikiwiki).

## Utilizare în întreprinderi
Tehnicile și metodele Wikipediei sunt folosite de unele companii intern la colecționarea și oferirea de informații și documentații propriilor angajați. Conform principiilor Wiki  informațiile pot fi plasate pe serverul Wiki chiar de către angajații implicați în diversele procese ale întreprinderii. Acest gen de proiecte interne se numesc în engleză în general Enterprise Wiki sau și Corporate Wiki (Wiki de întreprindere). Fiind vorba de informații interne, ele sunt de obicei puse la dispoziție numai angajaților, în cadrul unui intranet al companiei. La nevoie se poate permite un acces (limitat) și unor persoane din afara companiei, în cadrul unui extranet protejat.
Softwareul Wiki necesar se poate procura din multe surse, atât gratuite (de tip Open Source, de ex. FosWiki, MediaWiki), cât și comerciale.
Câteva avantaje ale unui Wiki într-o întreprindere: posibilitatea de a crea o documentare multimedia ușor de utilizat, unitară și foarte actuală a tuturor proceselor / produselor / proiectelor din întreprindere, incl. arhivarea și controlul versiunilor; reducerea traficului de e-mail; mărirea eficienței comunicației interne; creșterea identificării angajaților cu întreprinderea. Unele dezavantaje: costurile inițiale ale implementării unui sistem Wiki; timpul necesar angajaților pentru a ține la zi tot conținutul din Wiki (dar reducerea timpului pentru documentarea tradițională).